# Liste de jeux vidéo Lucky Luke
Pour les articles homonymes, voir Lucky Luke (homonymie).
La liste de jeux vidéo Lucky Luke répertorie les jeux vidéo basés sur la bande dessinée Lucky Luke et ses adaptations.

## Liste
- 1987 : Nitroglycérine (Amstrad CPC[1], Atari ST, Commodore 64, PC (DOS))
- 1987 : Rantanplan : La Mascotte (Amstrad CPC, Atari ST, Thomson TO8)
- 1992 : Lucky Luke: Gamblin' Cowboy (Commodore 64)[2]
- 1996 : Lucky Luke: The Video Game[réf. nécessaire] (CD-i)
- 1996 : Lucky Luke (Game Boy)
- 1997 : Lucky Luke (PC, Super Nintendo ; réédité sur Game Boy Advance en 2001)
- 1997 : Je crée ma BD ! Lucky Luke (PC, Mac, 1997)
- 1998 : Lucky Luke : Sur la piste des Dalton (ou simplement Lucky Luke sur PlayStation)[3] (PC, PlayStation)
- 1999 : Lucky Luke (Game Boy Color)
- 2000 : Lucky Luke : Le Train des desperados (Game Boy Color)[4]
- 2001 : Lucky Luke : La Fièvre de l'ouest (PC, PlayStation)
- 2004 : Lucky Luke : Le Fil qui chante (PC)
- 2005 : Lucky Luke : Terreur sur Black Jack City (PC)
- 2005 : Lucky Luke: Outlaws (téléphone mobile)
- 2007 : Tous à l'Ouest (PC, Nintendo DS[5], Wii[6])
- 2008 : Lucky Luke : Les Dalton (Nintendo DS)[7])